# Xu Jingyu
Xu Jingyu 许静宇 (1981-) est une sculptrice chinoise contemporaine. Elle est diplômée en 2004 de l’École de beaux-arts de l’Université d’Arts et de design de Shandong en sculpture. Elle enseigne les Fondements du dessin, de la sculpture, des couleurs et de la poterie. Elle est membre de l’Association de beaux-arts de la province du Shandong.

## Biographie
Née à Heze en Chine, elle est diplômée en 2004 de l’École de beaux-arts de l’Université d’Arts et de design de Shandong en sculpture. Elle a été la première étudiante de l'université qui a organisé une exposition personnelle durant ses études.
Elle enseigne les fondements du dessin, de la sculpture, des couleurs et de la poterie.
Elle est membre de l’Association de Beaux-Arts de la province du Shandong.

## Expositions collectives
- 3000 Degrees and other three works", 1st Young Artist Invitational Exhibition, Beijing University of Aeronautics and Astronautics, 2006

- Sculpture Holy Fire, 6th National Sports Art Exhibition", 2005
- One Family, Junior A, and A Man on the TV, Sculpture, 1st Shandong Cartoon and Comics Exhibition, 2005

## Expositions personnelles
- Amour avec l'art, Ambassade de Chine en France, 29 rue de la Glacière, février 2008.
- XU Jingyu Sculpture Exhibition, Art Gallery, Shandong University of Art and Design, 2004

## Prix
- Wood sculpture Bottle Top, Prix d'excellence, Shandong International Culture Industry Fair, 2006

- Strike a pose on the Stage, Prix d'excellence, Beijing Olympic Park Sculpture Collection, 2006
- Holy Fire, Excellent Prize, Beijing Olympic Park Sculpture Collection, 2006
- Design work Life, Prix Bronze, 10th Chinese National Fine Art Exhibition, 2004
- Design work Life, Accomplishment Prize, Shandong Pre-election Show, 10th Chinese National Fine Art Exhibition, 2004
- Sculpture Life Series 123, Excellent Prize, Shandong Pre-election Show, 10th Chinese National Fine Art Exhibition, 2004
- Food, Clothing, Shelter, and Transportation, Prix d'Excellence, National Fine Art Exhibition for the 60th Anniversary of Chairman Mao’s Speech, 2002